# Соллас, Уильям Джонсон
Уильям Джонсон Соллас (англ. William Johnson Sollas; 30 мая 1849 — 20 октября 1936) — британский геолог, антрополог и палеонтолог. Автор многих работ, в том числе трёх книг. Член королевского общества, кавалер ряда наград.

## Биография
Родился в Бирмингеме. Научные интересы Солласа отличались широтой — он изучал губок, занимался зоологией, описывал новые виды плезиозавров и продуктивно занимался антропологией. В 1896 году возглавил экспедицию на риф Фунафути, члены которой пытались познать строение и происхождение коралловых рифов. Оборудование работало со сбоями, но по итогам предприятия учёный смог опубликовать книгу The Legendary History of Funafuti («Легендарная история Фунафути»). В старости отличался эксцентричностью. Скончался на рабочем месте.

## Личная жизнь
Дважды состоял в браке и имел нескольких детей. Дочь Игерна Соллас (1877—1965) стала заметным учёным и даже успела поработать вместе с отцом. Дочь Герта получила PhD и перевела несколько трудов на немецкий язык.

## Награды
- Медаль Бигсби (1893)
- Медаль Волластона (1907)
- Королевская медаль (1914)